# Pont ferroviaire d'Eglisau
Le Pont ferroviaire d'Eglisau (en allemand : Eisenbahnbrücke Eglisau) est un pont ferroviaire sur le Rhin à Eglisau, dans le canton de Zurich en Suisse. 

## Histoire et détails techniques
Les viaducs en pierre ont été construits entre 1895 et 1897 par l'ancienne compagnie des chemins de fer du nord de la Suisse. La partie centrale se compose d'un tablier métallique de 90 mètres de long, sa construction a duré cinq mois et est revenue à près du tiers du prix total de l'ouvrage.

Garde militaire au viaduc durant la Première Guerre mondiale

La Suisse place une garde militaire au viaduc pendant la Première Guerre mondiale. 
Plusieurs approches en maçonnerie de pierre naturelle avec des piles jusqu'à 50 m de hauteur mennent vers le pont du nord et du sud de la botte en acier. La chaussée d'origine, constitué par une voie ballastée sur des profils en fer Zores, a été remplacé par un bac en acier avec un ballast en 1982/1983. Plusieurs articulations de la poutre en treillis ont également été renforcés à l'aide de boulons par post-tension, et les éléments en acier ont été entièrement repeintes pour une protection contre la corrosion.
Une étude d'ingénierie en 2013 a confirmé une durée de service supplémentaire d'au moins 50 ans pour le pont.

## Sources
- (de) Cet article est partiellement ou en totalité issu de l’article de Wikipédia en allemand intitulé « Eisenbahnbrücke Eglisau » (voir la liste des auteurs).
- Pont ferroviaire d'Eglisau sur Structurae, consulté le 19 avril 2009.